# Goodison Park
Goodison Park je domači stadion nogometnega kluba Everton F.C. in stoji v Liverpoolu. Zgrajen je bil leta 1892, danes pa je opremljen po zadnjih standardih ter ima kapaciteto 40.569 sedišč. 

## Zgodovina
Stadion so zgradili leta 1892, na mestu, kjer je pred tem stalo igrišče Mere Green. Stadion je eden najstarejših na svetu. Goodison Park je hkrati tudi prvi stadion v Angliji, ki je bil namenjen izključno nogometu. 

## Tribune
Stadion ima štiri tribune:
- The Park End - kapaciteta 6.000 gledalcev.
- Bullens Road - kapaciteta 8.067 gledalcev.
- Gwladys Street End - kapaciteta 10.155 gledalcev.
- Main Stand - kapaciteta 16.347 gledalcev. [mrtva povezava]

## Podrobnosti

### Rekordi
Največje število gledalcev: 78.299 proti klubu Liverpool F.C., 18. september 1948

### Povprečna obiskanost po sezonah
| - 1892-93: 13.230 (1) - 1893-94: 13.520 (1) - 1894-95: 17.420 (1) - 1895-96: 16.080 (1) - 1896-97: 15.840 (1) - 1897-98: 17.390 (1) - 1898-99: 15.190 (3) - 1899-00: 13.875 (4) - 1900-01: 16.855 (3) - 1901-02: 16.030 (3) - 1902-03: 15.430 (5) - 1903-04: 17.845 (3) - 1904-05: 19.155 (3) - 1905-06: 15.920 (7) - 1906-07: 19.340 (5) - 1907-08: 17.630 (6) - 1908-09: 23.025 (3) - 1909-10: 19.110 (7) - 1910-11: 18.860 (7) - 1911-12: 18.870 (9) - 1912-13: 19.945 (9) - 1913-14: 25.250 (6) - 1914-15: 18.530 (3) - 1919-20: 29.050 (7) - 1920-21: 37.215 (3) - 1921-22: 31.175 (7) - 1922-23: 30.905 (3) | - 1923-24: 29.185 (3) - 1924-25: 26.030 (8) - 1925-26: 26.876 (8) - 1926-27: 31.416 (2) - 1927-28: 37.461 (2) - 1928-29: 29.513 (4) - 1929-30: 32.989 (3) - 1930-31: 26.039 (8) - 1931-32: 35.451 (2) - 1932-33: 26.412 (6) - 1933-34: 27.165 (7) - 1934-35: 26.232 (6) - 1935-36: 29.118 (7) - 1936-37: 30.292 (7) - 1937-38: 30.324 (6) - 1938-39: 35.040 (3) - 1946-47: 40.854 (7) - 1947-48: 44.205 (6) - 1948-49: 45.138 (8) - 1949-50: 43.932 (7) - 1950-51: 42.924 (4) - 1951-52: 37.391 (11) - 1952-53: 32.629 (12) - 1953-54: 44.493 (4) - 1954-55: 46.394 (2) - 1955-56: 42.768 (1) - 1956-57: 35.076 (7) | - 1957-58: 39.157 (5) - 1958-59: 39.171 (6) - 1959-60: 40.788 (3) - 1960-61: 43.448 (2) - 1961-62: 41.432 (2) - 1962-63: 51.603 (1) - 1963-64: 49.401 (1) - 1964-65: 42.062 (2) - 1965-66: 38.498 (3) - 1966-67: 42.606 (3) - 1967-68: 46.983 (2) - 1968-69: 45.958 (3) - 1969-70: 49.531 (2) - 1970-71: 41.090 (4) - 1971-72: 37.242 (7) - 1972-73: 34.471 (6) - 1973-74: 35.351 (4) - 1974-75: 40.021 (3) - 1975-76: 27.115 (12) - 1976-77: 30.046 (11) - 1977-78: 39.513 (4) - 1978-79: 35.456 (5) - 1979-80: 28.711 (7) - 1980-81: 26.105 (9) - 1981-82: 24.674 (8) - 1982-83: 20.277 (9) - 1983-84: 19.343 (11) | - 1984-85: 31.984 (3) - 1985-86: 32.227 (3) - 1986-87: 32.935 (3) - 1987-88: 27.771 (4) - 1988-89: 27.765 (4) - 1989-90: 26.820 (7) - 1990-91: 25.028 (9) - 1991-92: 23.148 (10) - 1992-93: 19.504 (10) - 1993-94: 22.876 (11) - 1994-95: 31.291 (6) - 1995-96: 35.294 (6) - 1996-97: 36.186 (5) - 1997-98: 35.355 (6) - 1998-99: 36.203 (5) - 1999-00: 34.828 (8) - 2000-01: 33.945 (10) - 2001-02: 34.004 (10) - 2002-03: 38.820 (7) - 2003-04: 38.943 (5) - 2004-05: 36.834 (8) - 2005-06: 36.704 (7) - 2006-07: 36.739 (7) - 2007-08: 36.922 (9) po 10 odigranih tekmah |  |

| (v oklepajih je uvrstitev na lestvici najbolj obiskanih stadionov) 1. - Roberts, John (1978). Everton: The Official Centenary History. Grenada Publishing Limited. ISBN 0-583-12832-7. - Jacobs, Barbara (2004). The Dick, Kerr's Ladies. Constable & Robinson Ltd. ISBN 1-84119-828-5. - Toffeeweb - zgodovina stadiona Goodison Park |